# Vima Mare
Vima Mare – wieś w Rumunii, w okręgu Marmarosz, w gminie Vima Mică. W 2011 roku liczyła 396 mieszkańców.